# Liste der Banken in Lettland
Dies ist eine Liste der Banken in Lettland.
- Privatbank
- Aizkraukles Banka
- Baltic International Bank
- Baltic Trust Bank
- Citadele Bank
- Hansabank
- Komercbanka Baltikums
- Latvijas Biznesa Banka
- Latvijas Krajbanka
- Latvijas Tirdzniecibas Banka
- Mortgage Bank
- Multibanka
- Norvik Banka
- Parex Banka
- Regionala Investiciju Banka
- Rietumu Banka
- Sampo Banka
- Trasta Komercbanka
- VEF-Banka

## Ausländische Banken in Lettland
- DnB NOR Banka – Norwegen
- Nordea Bank – Finnland
- SEB Latvijas Unibanka – Schweden
- Unicredit Bank (Lettland) – Italien

- Karte mit allen Koordinaten:
- OSM |
- WikiMap